# 2003年スペイングランプリ

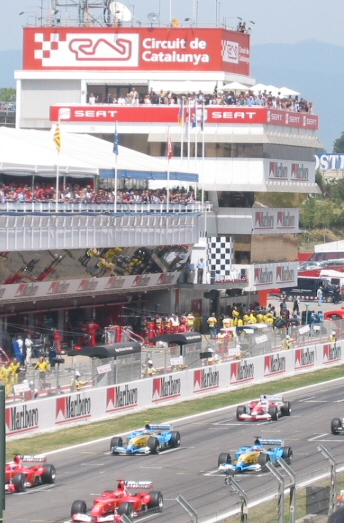
スタート時

2003年スペイングランプリ (Gran Premio Marlboro de Espana) は、2003年F1世界選手権の第5戦として、2003年5月4日にカタロニアサーキットで開催された。

## 予選
フェラーリは開幕戦5目にして新車、F2003-GAをデビューさせ、早速ミハエル・シューマッハがポールポジションを獲得した。GAは同年1月に死去した元フィアット会長のジャンニ・アニェッリのイニシャルに因む。
ルノーのフェルナンド・アロンソは地元グランプリで予選3位を獲得。スターティンググリッドの1列目がフェラーリ、2列目がルノーという並びになった。ポイントリーダーのキミ・ライコネンは予選アタックでオーバーランし、最後尾スタートとなった。
| 順位 | No | ドライバー                       | コンストラクター        | Q2       | 差      |
| ---- | -- | -------------------------------- | ----------------------- | -------- | ------- |
| 1    | 1  | ミハエル・シューマッハ           | フェラーリ              | 1:17.762 |         |
| 2    | 2  | ルーベンス・バリチェロ           | フェラーリ              | 1:18.020 | +0.258  |
| 3    | 8  | フェルナンド・アロンソ           | ルノー                  | 1:18.233 | +0.471  |
| 4    | 7  | ヤルノ・トゥルーリ               | ルノー                  | 1:18.615 | +0.853  |
| 5    | 17 | ジェンソン・バトン               | B・A・R-ホンダ          | 1:18.704 | +0.942  |
| 6    | 20 | オリビエ・パニス                 | トヨタ                  | 1:18.881 | +1.049  |
| 7    | 4  | ラルフ・シューマッハ             | ウィリアムズ-BMW        | 1:19.006 | +1.244  |
| 8    | 5  | デビッド・クルサード             | マクラーレン-メルセデス | 1:19.128 | +1.366  |
| 9    | 3  | ファン・パブロ・モントーヤ       | ウィリアムズ-BMW        | 1:19.377 | +1.615  |
| 10   | 10 | ハインツ＝ハラルド・フレンツェン | ザウバー-ペトロナス     | 1:19.427 | +1.665  |
| 11   | 16 | ジャック・ヴィルヌーヴ           | B・A・R-ホンダ          | 1:19.563 | +1.801  |
| 12   | 14 | マーク・ウェバー                 | ジャガー-コスワース     | 1:19.615 | +1.853  |
| 13   | 21 | クリスチアーノ・ダ・マッタ       | トヨタ                  | 1:19.623 | +1.861  |
| 14   | 9  | ニック・ハイドフェルド           | ザウバー-ペトロナス     | 1:19.646 | +1.884  |
| 15   | 12 | ラルフ・ファーマン               | ジョーダン-フォード     | 1:20.215 | +2.453  |
| 16   | 15 | アントニオ・ピッツォニア         | ジャガー-コスワース     | 1:20.308 | +2.546  |
| 17   | 11 | ジャンカルロ・フィジケラ         | ジョーダン-フォード     | 1:20.976 | +3.214  |
| 18   | 18 | ジャスティン・ウィルソン         | ミナルディ-コスワース   | 1:22.104 | +4.342  |
| 19   | 19 | ヨス・フェルスタッペン           | ミナルディ-コスワース   | 1:22.237 | +4.475  |
| 20   | 6  | キミ・ライコネン                 | マクラーレン-メルセデス | 1:31.900 | +14.138 |

## 決勝
スタートではグリッド上でエンジンストールしたアントニオ・ピッツォニアのマシンにライコネンが追突して両者リタイア。1コーナーではヤルノ・トゥルーリとデビッド・クルサードが接触し、トゥルーリはリタイア、クルサードは最後尾へ転落した。事故処理のため、4周目までセーフティカーが出動した。
上位はグリッド通りシューマッハ、バリチェロ、アロンソの順で走行していたが、1回目のピットストップでアロンソが2位に浮上した。クルサードは18周目に再度1コーナーでジェンソン・バトンと接触してリタイアとなった。今シーズン、マクラーレンチームにとって2台がリタイアした初のレースとなった。
レース終盤はラルフ・シューマッハとクリスチアーノ・ダ・マッタの5位争いのバトルが白熱する。ダ・マッタはラルフを抜けなかったものの、6位で初入賞を果たした。最初のセーフティカー出動中に燃料給油を行っていたラルフ・ファーマンも8位で初入賞した。
ミハエル・シューマッハは新車F2003-GAのデビューウィンを達成。5秒差の2位でフィニッシュしたアロンソは、スペインGPで表彰台に上った最初のスペイン人ドライバーとなった。アロンソは「最終ラップになって、大勢の観客が旗を振りながら応援してくれるのを見たときの気持ちは、言葉なんかじゃ言い表せないよ」と感激を露わにした。
| 順位     | No | ドライバー                       | チーム                  | 周回 | タイム               | グリッド | ポイント |
| -------- | -- | -------------------------------- | ----------------------- | ---- | -------------------- | -------- | -------- |
| 1        | 1  | ミハエル・シューマッハ           | フェラーリ              | 65   | 1:33:46.933          | 1        | 10       |
| 2        | 8  | フェルナンド・アロンソ           | ルノー                  | 65   | +5.716               | 3        | 8        |
| 3        | 2  | ルーベンス・バリチェロ           | フェラーリ              | 65   | +18.001              | 2        | 6        |
| 4        | 3  | ファン・パブロ・モントーヤ       | ウィリアムズ-BMW        | 65   | +1:02.022            | 9        | 5        |
| 5        | 4  | ラルフ・シューマッハ             | ウィリアムズ-BMW        | 64   | +1 Lap               | 7        | 4        |
| 6        | 21 | クリスチアーノ・ダ・マッタ       | トヨタ                  | 64   | +1 Lap               | 13       | 3        |
| 7        | 14 | マーク・ウェバー                 | ジャガー-コスワース     | 64   | +1 Lap               | 12       | 2        |
| 8        | 12 | ラルフ・ファーマン               | ジョーダン-フォード     | 63   | +2 Laps              | 15       | 1        |
| 9        | 17 | ジェンソン・バトン               | B・A・R-ホンダ          | 63   | +2 Laps              | 5        |          |
| 10       | 9  | ニック・ハイドフェルド           | ザウバー-ペトロナス     | 63   | +2 Laps              | 14       |          |
| 11       | 18 | ジャスティン・ウィルソン         | ミナルディ-コスワース   | 63   | +2 Laps              | 18       |          |
| 12       | 19 | ヨス・フェルスタッペン           | ミナルディ-コスワース   | 62   | +3 Laps              | 19       |          |
| リタイア | 11 | ジャンカルロ・フィジケラ         | ジョーダン-フォード     | 43   | エンジン             | 17       |          |
| リタイア | 20 | オリビエ・パニス                 | トヨタ                  | 41   | ギアボックス         | 6        |          |
| リタイア | 10 | ハインツ＝ハラルド・フレンツェン | ザウバー-ペトロナス     | 38   | サスペンション       | 10       |          |
| リタイア | 5  | デビッド・クルサード             | マクラーレン-メルセデス | 17   | 接触                 | 8        |          |
| リタイア | 16 | ジャック・ヴィルヌーヴ           | B・A・R-ホンダ          | 12   | 電気系               | 11       |          |
| リタイア | 7  | ヤルノ・トゥルーリ               | ルノー                  | 0    | 接触                 | 4        |          |
| リタイア | 15 | アントニオ・ピッツォニア         | ジャガー-コスワース     | 0    | ローンチコントロール | 16       |          |
| リタイア | 6  | キミ・ライコネン                 | マクラーレン-メルセデス | 0    | 接触                 | 20       |          |

## 第5戦終了時点でのランキング
| 順位 | ドライバー             | ポイント |
| ---- | ---------------------- | -------- |
| 1    | キミ・ライコネン       | 32       |
| 2    | ミハエル・シューマッハ | 28       |
| 3    | フェルナンド・アロンソ | 25       |
| 4    | ルーベンス・バリチェロ | 20       |
| 5    | デビッド・クルサード   | 19       |

| 順位 | コンストラクター        | ポイント |
| ---- | ----------------------- | -------- |
| 1    | マクラーレン-メルセデス | 51       |
| 2    | フェラーリ              | 48       |
| 3    | ルノー                  | 34       |
| 4    | ウィリアムズ-BMW        | 32       |
| 5    | ジョーダン-フォード     | 11       |

- 注：ドライバー、コンストラクター共にトップ5のみ表示。

## 参照
- “The Official Formula 1 website”. 2007年9月1日閲覧。
- “Motorsport.com”. 2010年11月13日閲覧。